# Ctenodes zonata
Ctenodes zonata là một loài bọ cánh cứng trong họ Cerambycidae.